# Hypopterygium tamariscinum
Hypopterygium tamariscinum là một loài Rêu trong họ Hypopterygiaceae. Loài này được (Hedw.) Brid. mô tả khoa học đầu tiên năm 1827.